# ملعب نادي التعاون
ملعب نادي   التعاون، هو ملعب كرة قدم يقع في بريدة، السعودية، يتسع لـ 6000 متفرج. تم افتتاحه في 2017. وهو الملعب الرسمي لنادي التعاون.